# Ranchu
Le ranchu (蘭鋳、蘭虫, ranchū), aussi appelé « tête de buffle » ou « poisson œuf », est une variété d'élevage de poissons rouges développée au Japon. Il est désigné comme le "roi des poissons rouges" par les Japonais.

## Origines et évolution
Le ranchu moderne est une race d'élevage, issu du poisson Oranda dit « Tête-de-Lion », dont il est à distinguer de ce dernier. Il est le résultat direct d'un croisement expérimental de différentes spécimens chinois de Tête-de-Lion.

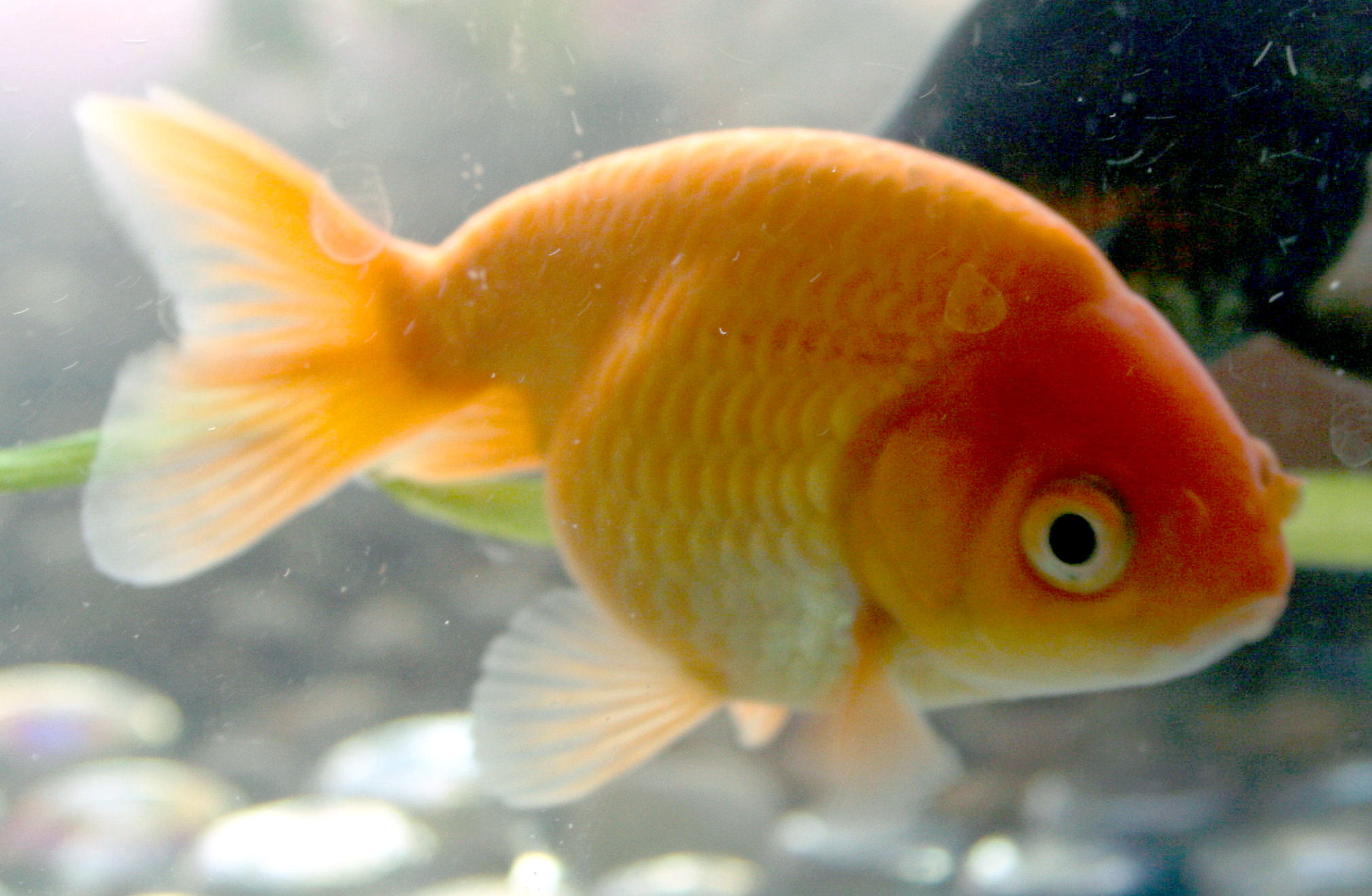
Ranchu orange
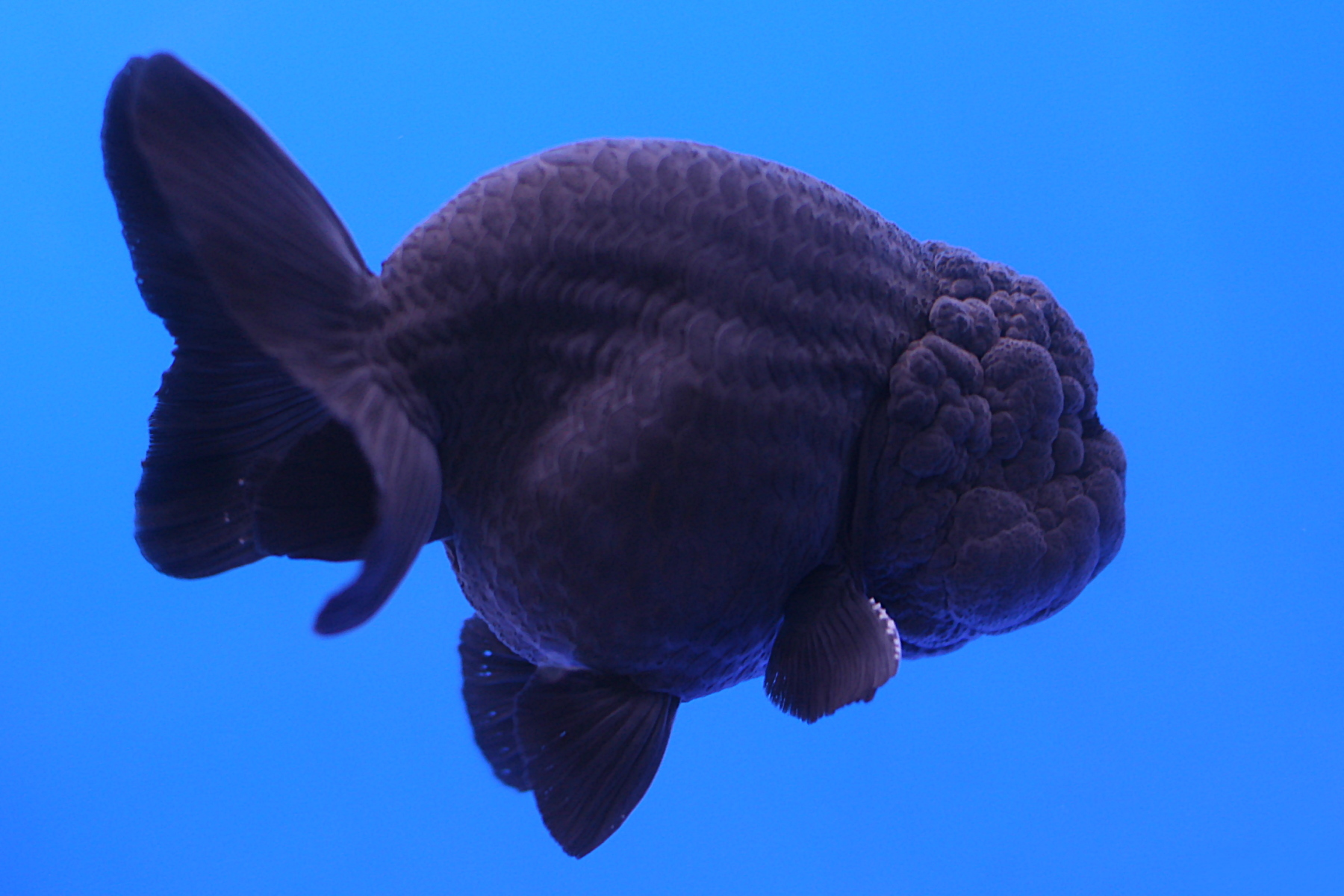
Ranchu noir
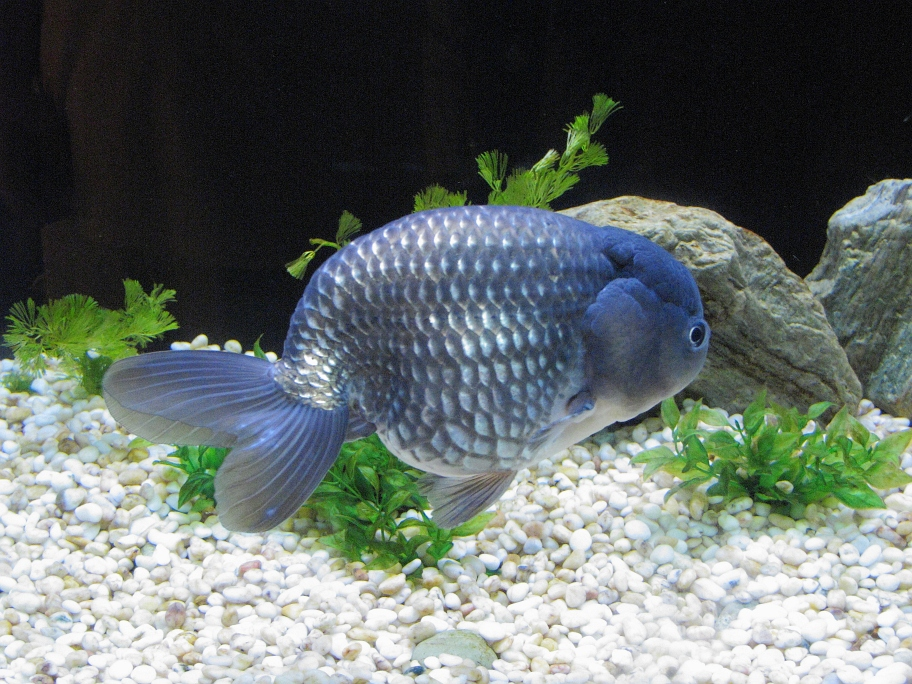
Ranchu bleu

## Description

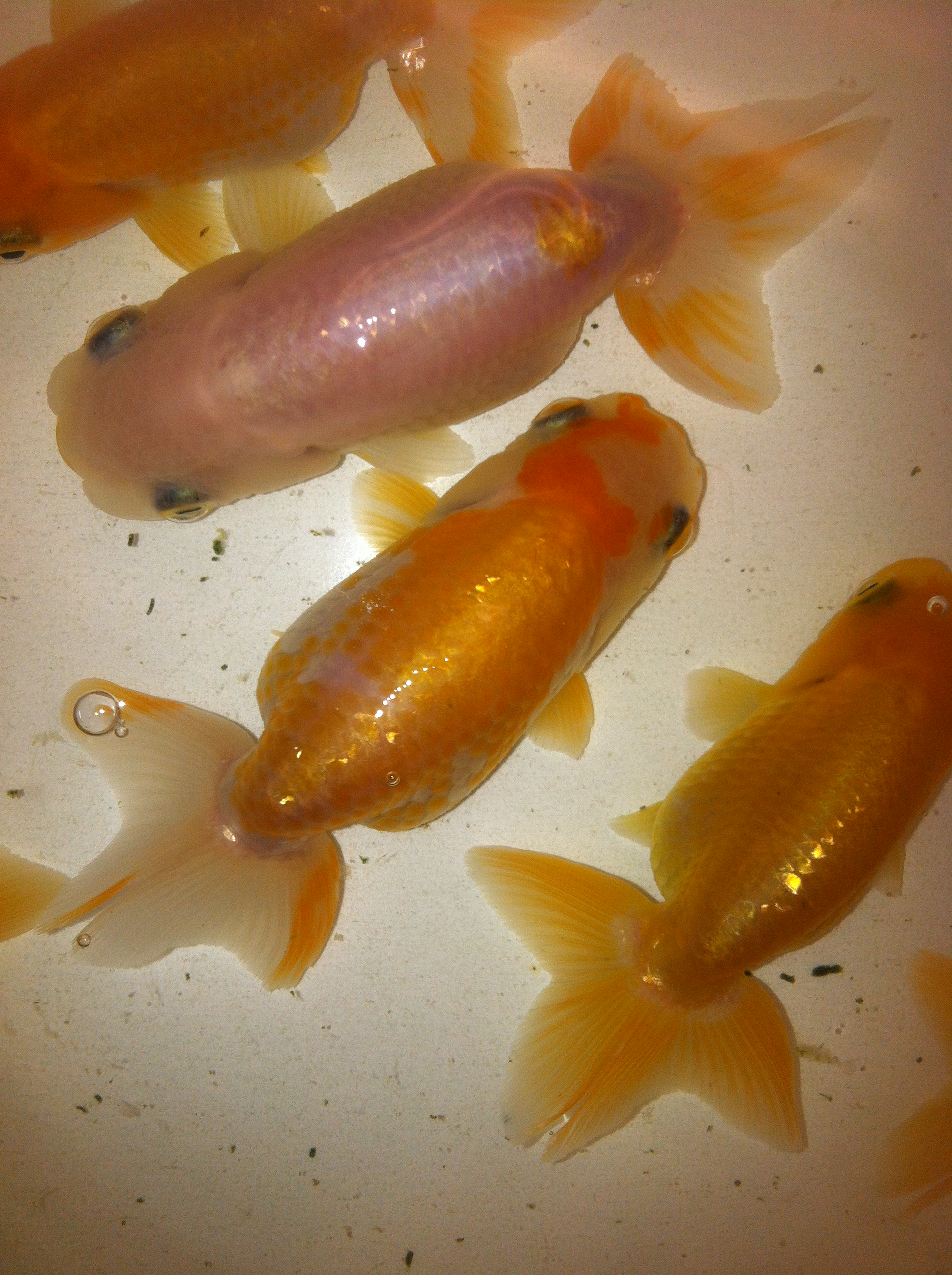
Vue de dessus de ranchu aux États-Unis

Le ranchu est fort apprécié au Japon.
La caractéristique la plus notable est sa tête, possédant une excroissance. Un alevin de ranchu met environ 1 an à développer complètement cette dernière.
Le ranchu, à la courbure dorsale prononcée, ne possède pas de nageoire dorsale, ce qui donne à son corps une forme d'œuf. Il est parfois surnommé « poisson œuf ».
Les ranchus peuvent être orange, rouge, blanc, rouge et blanc, bleu, noir, noir et blanc, noir et rouge, chocolat.
Ils sont assez résistants à la qualité de l'eau et aux fluctuations de pH.

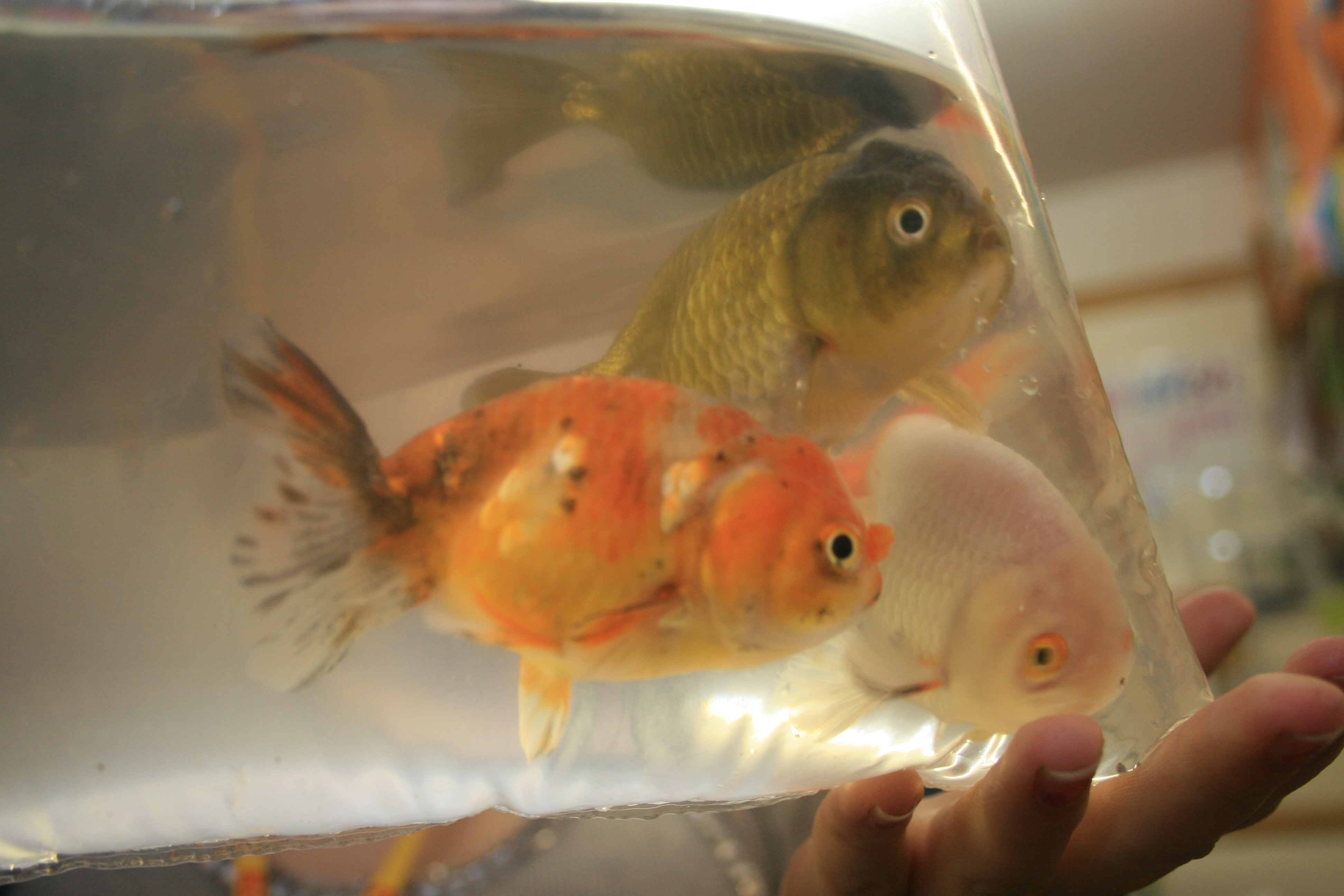
Trois Ranchu dans une poche d'eau, dans un magasin de détail à Manchester, en Angleterre.

## Culture populaire
Le ranchu apparaît dans le jeu vidéo Animal Crossing: New Horizons.